# Paulo Rafael

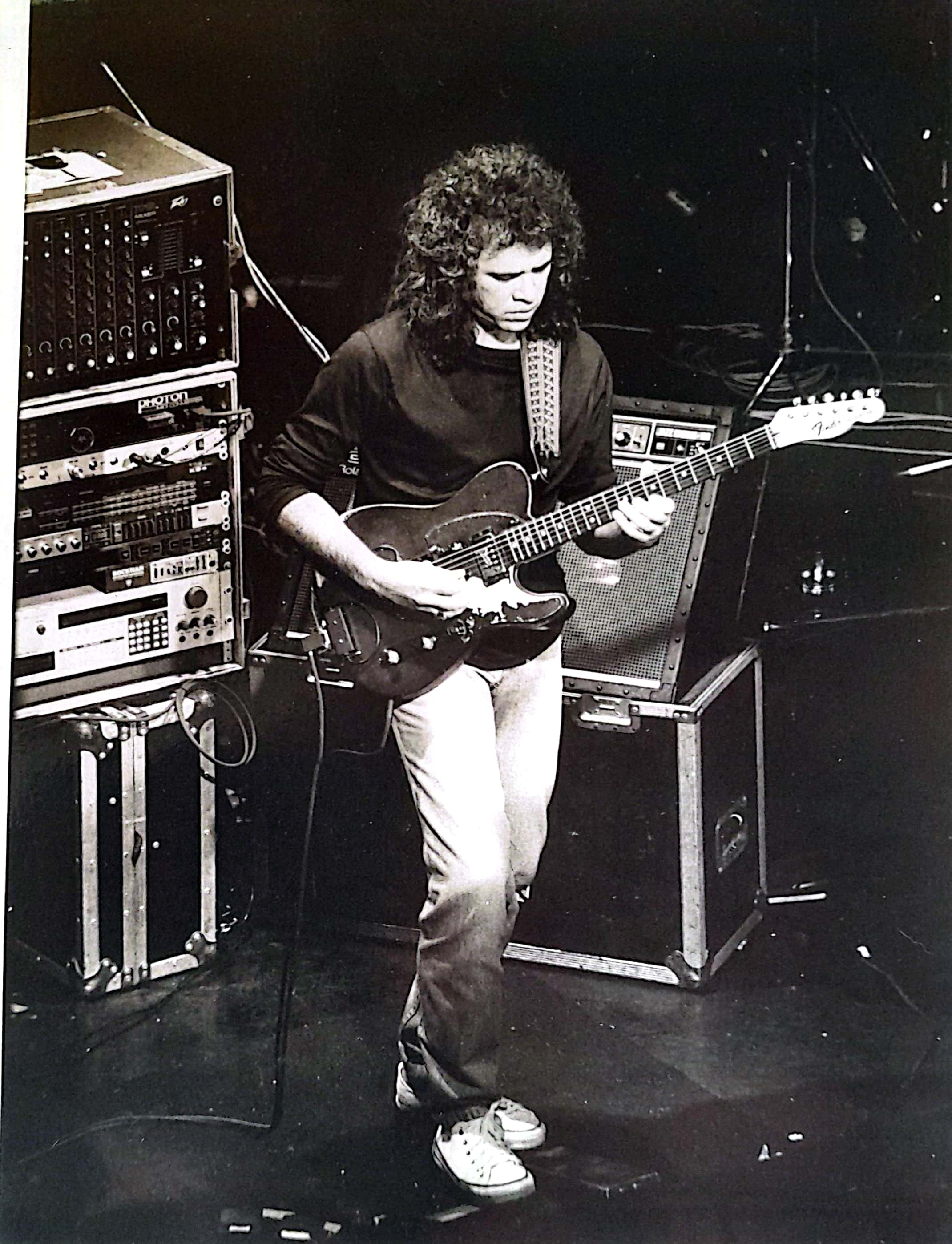
Paulo Rafael tocando uma guitarra Fender Telecaster em 1989 durante show do disco solo Orange

Paulo Rafael (Caruaru, 11 de Julho de 1955 - Rio de Janeiro, 23 de Agosto de 2021), foi um músico, arranjador e produtor musical. Famoso pelos seus riffs e solos, imprimiu uma guitarra original na música brasileira, misturando a música do nordeste com o Rock.
Começou a sua história na música nos anos 70, participou do Movimento da Psicodelia Pernambucana, também conhecido como Udigrudi. Foi integrante da banda Ave Sangria. Em 1975 iniciou a parceria musical com o artista Alceu Valença, acompanhando-o como músico, produtor e arranjador por 46 anos. É reconhecido por desempenhar um papel fundamental na definição da som do artista 
Como sideman, Paulo gravou com diversos artistas brasileiros, configura esta lista nomes como: Geraldo Azevedo, Cassia Eller, Gal Costa, Zé Ramalho, Zélia Duncan, Lobão, Kleiton e Kledir, Marina Lima, Lobão entre outros. 
Em carreira solo, lançou 4 discos instrumentais, Orange (1988), Vagalume (1993) e Alado (2010) e Caruá (1980), um duo com Zé da Flauta. Em 2014, se tornou o padrinho do evento Caixa de Natal, no qual se apresentou com instrumentista com o Coral Pró Criança, durante 6 edições, realizadas nas janelas do prédio da Caixa Cultural (Marco Zero do Recife). Este evento cultural recebeu em 2024 o título de Patrimônio Imaterial do Recife.
Em 2022 Paulo Rafael foi homenageado no Festival de Inverno de Garanhuns. O polo de música instrumental, no Parque Ruber van der Linden, recebeu o nome de Palco Instrumental Paulo Rafael.

## Biografia

#### Infância e o primeiro contato com a música-
Natural de Caruaru, região do agreste de Pernambuco, Paulo Rafael é o quarto filho de Teonas e Ramiro Rafael. O pai foi caminhoneiro e a mãe dona de casa. O primeiro contato com a música veio de maneira informal, em casa, ouvindo o rádio e a vitrola. O padrinho foi maestro da Banda Comercial da cidade e quando criança assistia aos ensaios e as apresentações. Foi entre músicos, Bandas de Pífano e circenses que se apresentavam na Feira de Caruaru, que o músico constituiu um imaginário.

###### Juventude
Com 14 anos, morando no Recife, Paulo começou a tirar os primeiros acordes no violão da irmã Carmita. Ele decidiu que sua formação seria autodidata e por isso sai da escola. Para continuar a estudar ele frequentava a Biblioteca Publica do Recife e incentivado pelo pai, adquiria com frequência revistas no jornaleiro. Tinha interesse pela eletrônica.
No início dos anos 70, Paulo Rafael conheceu Lailson de Holanda, que havia voltado dos EUA e apresentou os discos de Rock, citados pelo músico como suas primeiras referências, são elas: Jethro Tull, Black Sabbath, King Crimson e Beatles. Em 1973, Paulo e Lailson se juntaram a Zé da Flauta e formaram o Phetus. O trio começou tocando em uma garagem e denominavam o som como um "Rock Medieval".  Foi em uma apresentação da banda que Paulo recebeu o convite para integrar no Ave Sangria. Em maio de 1974 ele grava no Rio de Janeiro o álbum Ave Sangria. A participação de Paulo na banda foi rápida, pois logo após o show Perfumes y Baratchos no Teatro Santa Isabel, como resultado da censura à música Seu Waldir e o recolhimento do álbum das rádios e lojas, o grupo se dissolveu. Em janeiro de 1975, Paulo Rafael foi convidado para tocar baixo na banda do artista Alceu Valença, que foi montada para defender a música Vou Danado pra Catende no Festival Abertura da Tv Globo, no Teatro Municipal de São Paulo. Depois do show Paulo Rafael vai morar no Rio de Janeiro e grava o disco Vivo passando a tocar guitarra com Alceu Valença. . O álbum foi gravado ao vivo durante o show Vou Danado Pra Catende no Teatro Tereza Raquel, no Rio de Janeiro. A partir daí Paulo começa a fazer turnês pelo Brasil. Em 1978 o músico participou do Projeto Pixinguinha, acompanhando Jackson do Pandeiro e Alceu Valença em shows pelo Brasil .  Em 1979, Paulo Rafael se muda para Paris com Alceu Valença e gravam o disco Saudades de Pernambuco.

#### Anos 80
No início dos anos 80, Paulo Rafael fazia a turnê do disco Coração Bobo  com Alceu Valença.  Foi durante as viagens pelo Brasil que surgiu Caruá, um disco duo de Paulo Rafael e Zé da Flauta, que na época tocava na banda. O disco foi gravado em um estúdio  montado pelos dois para esta finalidade. Caruá foi lançado apenas em LP .  
Em 1982, Paulo Rafael junto com Sergio Melo assinam a produção musical do disco Cavalo de Pau de Alceu Valença. O álbum lançado pela gravadora Ariola, vendeu mais de um milhão de cópias e apresentou grandes sucessos da carreira do artista como, Tropicana (Morena Tropicana), Como Dois Animais e Cavalo de Pau . No ano seguinte ocorre o lançamento do álbum Anjo Avesso de Alceu Valença também produzido pelo guitarrista, trouxe mais um sucesso com a música Anunciação .
Com 10 anos de carreira, Paulo Rafael se tornou uma referência na guitarra brasileira.
Em 1984, Paulo gravou com diversos artistas da MPB . Destaca-se o arranjo da música Vaca Profana no álbum Profana de Gal Costa . No mesmo ano ele viajou para Holanda e produziu o disco Mágico de Alceu Valença . Quando retornou ao Brasil, Paulo conheceu Rafaela, sua filha com Claudia que havia nascido em Florianópolis, SC. 
Em 1989 Paulo se casa com Claudia e se mudam para a cidade de Olinda, Pernambuco.

#### Anos 90
Após o show do Rock in Rio em 1991 com Alceu Valença [20] , o músico  voltou a morar no Rio de Janeiro.  Antes de sair de Olinda, ele foi convidado para participar de um show em homenagem ao pintor Bajado e foi para esta ocasião que ele compôs o arranjo instrumental da música Hino do Elefante, gravada no álbum solo Vagalume (1993) .
Em 1996, Paulo produziu dois discos importantes para a sua carreira, com representantes de duas gerações diferentes da música Pernambucana- Paraíbana. Na produção da trilha incidental do filme  Baile Perfumado , de Lírio Ferreira e Paulo Caldas, trabalhou com artistas do movimento Manguebeat como Chico Science e Fred Zero Quatro.  E produziu o álbum Grande Encontro I , com Geraldo Azevedo, Elba Ramalho , Zé Ramalho e Alceu Valença. 

#### Anos 2000
Na virada do século acontecia na região Sudeste, o movimento do Forró Universitário, nesse período Paulo produz  discos do Trio Nordestino e Trio Forrozão. E à convite da gravadora Sony Music Brasil, ele fez a produção musical de bandas novas que despontavam no Espírito Santo e na Bahia, respectivamente Casaca  e Lampirônicos.  
A trajetória de Paulo Rafael é marcada por uma carreira ativa tanto nos palcos como em estúdio, tanto como pordutor muiscal e músico. Entre 2003 e 2006 fez a direção musical dos DVDs de Alceu Valença, Ao vivo em todos os sentidos (2003) e Marco Zero, Ao vivo (2006). 

#### 2010 - 2020
Em 2010, Paulo lançou o disco instrumental independente Alado, com co-produção do baterista Cassio Cunha, gravado em um projeto de residência no estúdio "Toca do Bandido", no Rio de Janeiro. Participou de diversos festivais e tocou em palcos de música instrumental com seu projeto instrumental solo. 
Em 2014, foi convidado para ser embaixador do Caixa de Natal, evento no qual se apresentou durante 6 edições junto com o Coral Pró Criança, nas janelas do prédio da Caixa Cultural ( Marco Zero do Recife). Este evento cultural recebeu em 2024, o título de Patrimônio Imaterial do Recife.

###### Uma volta aos anos 70
Um movimento iniciado por fãs do Ave Sangria em 2008, veio a culminar com a volta da banda aos palcos e a gravação do disco Vendavais (2019). Foi uma época de retorno aos anos 70 para Paulo Rafael, pois entre 2015 e 2016 produziu o disco Revivo, uma reedição do primeiro álbum que gravou com Alceu Valença, Vivo (1976). E em 2017 foi convidado por Charles Gavin para participar do projeto musical Primavera Nos Dentes, que consistiu na regravação das músicas dos Secos e Molhados.

#### Doença e morte
Em 2020, durante a pandemia da Covid 19, Paulo foi diagnosticado com câncer no fígado e após um ano e meio de tratamento ele faleceu no Hospital Samaritano no Rio de Janeiro.

## Discografia

#### Discos Ao Vivo
- 1976 Vivo, Alceu Valença.  (músico)
- 1982 Montreux Ao Vivo, Alceu Valença.  (músico)
- 1988 Oropa, França e Bahia, Alceu Valença. (músico e produtor musical)
- 1994 Ao Vivo Comigo, Geraldo Azevedo. (produtor musical e músico)
- 1996 O Grande Encontro I, Geraldo Azevedo, Alceu Valença, Elba Ramalho e Zé Ramalho. (produção musical) Gravadora: BMG
- 1998 Trio Forrozão Ao Vivo, Trio Forrozão  (produção musical)
- 2003 Ao Vivo em todos os sentidos, Alceu Valença. DVD (direção musical e músico)
- 2006  Marco Zero (Ao Vivo),  Alceu Valença. DVD  (direção musical e músico)
- 2014 Perfumes Y Baratchos (gravado em 1974), Ave Sangria.
- 2016 Revivo, Alceu Valença. (produção musical e músico)

#### Produtor, arranjador ou instrumentista
- 1974 Flaviola e o Bando do Sol - viola 10 cordas. Ave Sangria - guitarra e baixo -
- 1975 Paêbirú, - participação - baixo na faixa Pedra Templo animal
- 1976 Vivo - Alceu Valença - guitarra
- 1977 Espelho Cristalino - Alceu Valença - guitarra e violão
- 1978 Zé Ramalho - guitarra na faixa "Meninas de Albarã"
- 1979 Saudades de Pernambuco - Alceu Valença - arranjos, guitarra e violão
- 1980 Coração Bobo - Alceu Valença. Olhos Felizes - Marina Lima - Guitarra na faixa Nosso Estranho Amor
- 1981 Cinco Sentidos - Alceu Valença - músico.
- 1982 Cavalo de Pau - Alceu Valença - músico, arranjador e produtor musical.
- 1983 Anjo Avesso - Alceu Valença - músico, arranjador e produção musical com Marco Mazzola. Coração Brasileiro - Elba Ramalho. (músico)
- 1984 Mágico - Alceu Valença - guitarra, viola e produção musical. Mina do Mar - Teca Calazans - produtor, músico e arranjador. Vida Viola - Jorge de Altinho - arranjos e músico. Gal Profana - Gal Costa - arranjador e guitarra na faixa Vaca Profana. Tempo Tempero - Geraldo Azevedo - músico e arranjador na faixa) Água e luz - Amelinha - Arranjador e músico na faixa Tempo Rei.
- 1985 Estação da Luz - Alceu Valença.
- 1986 Rubi - Alceu Valença - produtor, arranjador e músico).
- 1987 Leque Moleque - Alceu Valença
- 1988 Caruá - Zé da Flauta e Paulo Rafael
- 1989 Asas da América, diversos -  (Músico e produtor musical). Cais , Ronaldo Bastos (violão e arranjos na faixa Fé Cega e Faca Molada)
- 1990 Andar Andar- Alceu Valença - Produtor e músico
- 1992 Sete Desejos , Alceu Valença  (Violão e violão de aço). Songbook Gilberto Gil , Lobão  (violão na faixa Tempo Rei) e Alceu Valença (faixa Rock do Segurança)
- 1993 Rutila Máquina - Marcio Lo Miranda, Tonia Shubert e Paulo Rafael
- 1994 Song Book Edu Lobo - arranjador e músico na faixa Ponteio. Maracatus, Batuques e Ladeiras - Alceu Valença  (músico, arranjador e produtor musical). Cassia Eller, Cassia Eller - Guitarra e violão. Zelia Duncan (violão e guitarra).
- 1995 Olhos Coloridos, Sandra de Sá - músico acompanhante. Paisagens - Elba Ramalho - violão e guitarra.
- 1996  O Baile Perfumado, cd Trilha sonora, artistas diversos (produção musical e músico) Renata Arruda, Renata Arruda (guitarra). Futuramérica, Geraldo Azevedo - (produção musical)
- 1997 Sol e Chuva, Alceu Valença  (Produtor musical e músico). Gravadora Som Livre
- 1998 Tente Viver sem Mim , Sylvia Patricia - produção musical e músico.
- 1999 Agitando a rapaziada , Trio Forrozão - produção musical
- 2000 Na Batida da Zabumba,  Trio Forrozão - produção musical e baixo
- 2001 Forró Lunar, Alceu Valença - (produtor musical e músico). Eletro Fluminas, Marcio Lomiranda, Tarin Spzalman, Paulo Rafael.  Que luz é essa?, Lampirônicos  (produção musical)
- 2002 Casaca, Casaca - produção musical.
- 2003 Baú do Trio Nordestino, Trio Nordestino (produção musical) .
- 2005 Na Embolada do Tempo, Alceu Valença  (músico e produtor musical)
- 2009 Ciranda Mourisca, Alceu Valença  (músico). Os 3 Geraldos - Geraldo Azevedo, Geraldo Amaral e Geraldo Maia. O Próximo Trem, Luka (produção musical e músico)
- 2012 Alceu do nosso Jeito - Hanagorik (Feat na faixa "Vou Danado pra Catende")
- 2014 Amigo da Arte, Alceu Valença.
- 2015 Speciarias Musicais, Sylvia Patricia CD/DVD. Canal Brasil. Do meu olhar para o mundo, Elba Ramalho. ( viola e guitarra)
- 2017 Primavera nos Dentes, Charles Gavin, Paulo Rafael, Duda Brack, Pedro Coelho e Felipe Pacheco (intérprete)
- 2019 Vendavais,  Ave Sangria. (intérprete e compositor). Vale enquanto pesa, pérolas de Luiz Melodia,  Pedro Luis. ( guitarra na faixa Pra Aquietar)
- 2022 Alceu Valença e Paulo Rafael. Intérprete (disco póstumo)

#### Singles
- 2020 Eu, Catavento - Juliano de Holanda. Single (participação especial)
- 2021 Banquete dos Signos, Zé Renato e Paulo Rafael. (single). Assum Preto,  Lo Miranda, Junior Black e Paulo Rafael. (single)

#### Carreira Solo
- 1980 Caruá, duo com Zé da Flauta.
- 1988, Orange.
- 1993 Vagalume.
- 2010 Alado.

#### Trilha Sonora
- 1984 Pátria Amada - Tisuka Yamasaki
- 1996 Baile Perfumado - direção Lírio Ferreira e Paulo Caldas
- 2015 Luneta do tempo, filme de Alceu Valença

## Prêmios
- Melhor trilha na 19ª Jornada de Cinema da Bahia. (1993)
- 8º Prêmio Sharp de Música Brasileira (Ano Elis Regina – 1994) produtor musical do álbum
- 18º Prêmio TIM de Musica Brasileira (Ano Zé Ketti – 2007). Alceu Valença, Ao Vivo em todos os sentidos.

## Homenagens
Homenageado na edição 2012 do Festival Pré-amp realizado pela Prefeitura do Recife.
Palco Instrumental Paulo Rafael - Festival de inverno de Garanhuns 2022